# Département des Sports (Italie)
Le département des Sports (en italien: Dipartimento per lo sport) est une structure érigée en département du gouvernement italien , rattaché à la présidence du Conseil des ministres, pour l'exercice des fonctions dans le domaine du sport.

## Histoire
Le précurseur de cette structure est le Bureau pour les relations avec les organismes sportifs, créé par le gouvernement Ciampi en mars 1994 et conçu comme un bureau de collaboration directe du Premier ministre.
En 1996, sous le gouvernement Prodi I, la responsabilité du sport a été confiée au vice-président du Conseil des ministres et ministre des Biens culturels, Walter Veltroni, qui a également reçu les responsabilités du département des Arts du spectacle (créé, avec le département du Tourisme, par le décret législatif 97/1995, à la suite de la suppression du ministère du Tourisme et des Arts du spectacle). En 1998, le bureau des relations avec les organismes sportifs a été transféré (comme le département de l'animation) au ministère des biens et des activités culturels; les compétences dans le domaine du sport ont été confirmées par le décret législatif ultérieur 300/1999, qui prévoyait, entre autres, la division de la structure du ministère en directions générales (réglementées spécifiquement par le décret présidentiel 441/2000).
En 2004, cependant, le ministère a été organisé selon le modèle départemental : le département du divertissement et du sport a ainsi été créé. Elle était divisée en deux bureaux exécutifs de niveau général : la direction générale du cinéma et la direction générale des arts du spectacle et du sport.
En 2006, le gouvernement Prodi II a retiré les compétences en matière de sport au ministère du patrimoine et des activités culturelles pour les confier à un département spécial de la présidence du Conseil des ministres : c'est ainsi qu'est né le département des Politiques de la jeunesse et des Activités sportives (POGAS), dont la structure organisationnelle comprend l'office du sport.
En 2008, le gouvernement Berlusconi IV a séparé l'Office du département auquel il appartenait (qui, en même temps, a pris le nom de Département de la jeunesse) et l'a transformé en un bureau de collaboration directe du cabinet du Premier ministre.
En 2012, sous le gouvernement Monti, l'Office a été intégré au département des affaires régionales (art. 1, décret du Premier ministre du gouvernement du 15 février 2012), qui comprenait également l'Office des politiques touristiques (successeur du Département pour le développement et la compétitivité du tourisme, qui faisait partie du bureau du Premier ministre). L'attribution de ces fonctions supplémentaires a été explicitée par la nouvelle dénomination de la structure départementale, qui a en effet pris le nom de Département des affaires régionales, du tourisme et du sport (art. 2, alinéa 2, lettre a), décret du Premier ministre du 21 juin 2012), puis renommé Département des affaires régionales, des autonomies et du sport à la suite du transfert des fonctions sur le tourisme au ministère des Biens et des Activités culturelles, qui a eu lieu en 2013 avec le gouvernement Letta.
En 2016, avec le gouvernement Renzi, l'organisation précédente a été rétablie: d'un côté, le département des Affaires régionales et des Autonomies ; de l'autre, le Bureau des sports, en tant que structure de soutien autonome au Premier ministre.
En 2020, avec le gouvernement Conte II, la structure a été transformée en un département (décret du Premier ministre du 28 mai 2020), organisé en un seul bureau de niveau exécutif général, le bureau pour la coordination des politiques sportives. Il est divisé en trois départements : programmation, budget, coordination et supervision ; promotion du sport de masse et relations internationales ; communication, événements sportifs, études et recherches (décret du Premier ministre du 9 juillet 2020).

## Liste des ministres
- Voir Ministres des Sports

## Source
- (it) Cet article est partiellement ou en totalité issu de l’article de Wikipédia en italien intitulé « Dipartimento per lo sport » (voir la liste des auteurs).